# Adi Rocha
Adi Rocha (bürgerlich: Adi Rocha Sobrinho Filho; * 15. Dezember 1985 in Riachão) ist ein ehemaliger brasilianischer Fußballspieler, der im Angriff vorrangig als Mittelstürmer fungierte.

## Karriere
Adi Rocha wurde im Juni 2007 von den Linzer Athletikern auf Leihbasis vom brasilianischen Verein Nacional AC aus São Paulo verpflichtet. In Linz kam Adi Rocha allerdings nicht an Christian Mayrleb und Ivica Vastić vorbei, worauf er im Sommer 2008 zum SK Austria Kärnten wechselte, dort erzielte er in 16 Spielen zehn Tore und daraufhin wurden einige Scouts auf den Brasilianer aufmerksam.
Am 22. Dezember 2008 unterschrieb Adi Rocha einen von Januar 2009 bis Sommer 2012 datierten Vertrag beim deutschen Bundesligisten Energie Cottbus. Er kam jedoch nur zu einem Einsatz und musste die Saison verletzungsbedingt vorzeitig beenden. Wegen eines hartnäckigen Knorpelschadens verpasste er auch die folgenden beiden Spielzeiten. Aufgrund der Verletzung wurde sein Vertrag im Dezember 2011 aufgelöst.
Schon im Januar 2012 befand er sich im Trainingslager des abstiegsgefährdeten rumänischen Erstligisten CS Concordia Chiajna. Er trug mit acht Toren in 15 Spielen einen großen Anteil zum Klassenerhalt bei.
Im Sommer 2012 schloss er sich dem Rekordmeister Steaua Bukarest an. Dort kam er in 16 Spielen zum Einsatz, erzielte neun Tore und gewann die Meisterschaft 2013.
Zum 1. Juli 2013 wechselt Adi Rocha zum dato Erstplatzierten der japanischen J. League Division 2 Gamba Osaka. Mit Gamba schaffte er am Saisonende den Aufstieg. Sein Vertrag wurde nicht verlängert und er war ein halbes Jahr ohne Engagement. Im Juli 2014 verpflichtete ihn der litauische Erstligist VMFD Žalgiris Vilnius. Dort konnte er bei nur drei Einsätzen drei Tore erzielen und gewann die Meisterschaft 2014. Anschließend wechselte er zu Jiangxi Liansheng in die chinesische League One. Dort musste er am Ende der Saison 2015 absteigen.

## Erfolge
- Rumänischer Meister: 2013
- Litauischer Meister: 2014